# 東京晴空塔站
東京晴空塔站（日语：／ Tōkyō-sukaitsurii eki */?）位於日本東京都墨田區押上一丁目，是東武鐵道伊勢崎線（東武晴空塔線）的鐵路車站。車站編號是TS 02。

## 歷史
東武鐵道在1895年（明治28年）4月6日提出東京市本所區至栃木縣足利町共83.7公里的鐵路鋪設申請。但東京市內的千住 - 本所間須配合市區改正審査，因此將申請路段縮短至北千住站以北，並於1897年（明治30年）9月3日取得許可。之後，1899年（明治32年）1月取得北千住站至越中島的許可。1902年（明治35年）4月1日，本站吾妻橋站（あづまばしえき）開業，是當時伊勢崎線都心側的終點站。
開業2年後的1904年（明治37年）4月5日，從曳舟站延伸的東武龜戶線開業，並從龜戶站直通至總武鐵道兩國橋站（現總武本線兩國站）。此時，總站機能轉至兩公司共有的兩國橋站，本站廢除。
1907年（明治40年）9月1日，總武鐵道國有化使得東武鐵道必須再找一座自身的鐵路總站。然而往越中島的延伸因為該區間已發展成市區因此土地收購困難。總武鐵道國有化六個月後的1908年（明治41年）3月1日，原先廢除的吾妻橋站恢復貨運業務。1910年（明治43年）3月1日，站名更改為淺草站（あさくさえき），3月27日恢復客運業務並廢除往兩國橋站的直通業務。當時，經由鐵道運輸到本站的貨物，會透過河運從北十間川經隅田川、中川運往全國各地。1911年（明治44年）3月12日，東武鐵道本社從兩國移至小梅瓦町（現押上），本站成為東武鐵道的中心據點。
之後東武鐵道申請從本站至上野站的延伸計畫。1924年（大正13年）取得至淺草雷門站（現淺草站）的許可，但淺草雷門站 - 上野站區間則在1919年（大正8年）被東京地下鐵道搶下營業許可。因此東武鐵道改將淺草雷門站作為終點站，延伸工程於1927年（昭和2年）12月15日開工。此時，京成電氣軌道（現京成電鐵）也規劃延伸至淺草，但因1928年（昭和3年）9月26日京成電車疑獄事件而取消。1931年（昭和6年）5月25日，東武鐵道延伸至淺草雷門站，本站更名為業平橋站（なりひらばしえき）。延伸後，客運總站改為淺草雷門站，但本站仍是貨運業務總站，並曾創下東京都內私鐵貨物車站最大處理量。
1962年（昭和37年）5月31日，東武鐵道從北千住站直通營團地下鐵日比谷線，伊勢崎線旅客運輸量急速增長。但是，淺草站在構造上無法停靠10輛編組通勤電車，因此規劃北千住站以北升格為複複線增加班次以提升輸送力。此外，為了減緩北千住站轉乘人潮，1990年（平成2年）9月25日利用本站部分電留線改建為可停靠10輛編組的地面月台，本站成為伊勢崎線10輛編組列車的起迄站。另還新設了通往押上站的地下連絡通道。
另一方面，貨物輸送量受惠於戰後復興期持續成長。本站貨物處理量在1964年（昭和39年）度達到巔峰，之後在高度經濟成長期大量興建高速道路與國道下，貨運量持續下滑。1993年（平成5年）3月25日，本站廢除貨物列車。2003年（平成15年）3月17日，開始從押上站直通營團地下鐵半藏門線，同時廢除地面月台與押上站的地下連絡通道。
因此空出的60,000平方公尺舊貨物用地在2004年（平成16年）起開始規劃再開發（押上、業平橋站周邊土地區劃整理事業）。同年12月，墨田區、地方人士邀請東武鐵道興建新塔，2005年（平成17年）2月，東武鐵道向放送業者、墨田區表示正在籌辦新塔興建業務。同年3月通過都市計畫，墨田區押上地區成為放送業者第一順位選擇。2006年（平成18年）3月，決定於此地建設新塔，將以東京晴空塔為中心開發東京晴空塔城。
東京晴空塔城在2012年（平成24年）2月29日竣工，同年3月17日改點起本站將首次停靠特急列車。同時，站名改為東京晴空塔站（とうきょうスカイツリーえき）。副站名則保留當地使用已久的「舊業平橋」。同年4月20日，站內無障礙設施完工。同年5月22日東京晴空塔城開業，本站成為最近車站。

### 年表
- 1902年（明治35年）4月1日：吾妻橋站（あづまばしえき）開業[4]。
- 1904年（明治37年）4月5日：東武龜戶線開業，列車經龜戶站直通至總武鐵道兩國橋站（現總武本線兩國站）[4]。吾妻橋站暫時廢站[4]。
- 1908年（明治41年）3月1日：恢復貨物運輸。
- 1910年（明治43年）
  - 3月1日：更名淺草站（あさくさえき）[4]。
  - 3月27日：恢復旅客業務。取消至兩國橋站的直通業務。
  - 7月28日：東京鉄鐵道（東鐵）業平線業平橋 - 淺草站前延伸區間通車。可透過路面電車進入東京市中心。
- 1911年（明治44年）8月1日：東京市收購東京鐵道，東京市電氣局（東京市電，現在的東京都電前身）成立。
- 1924年（大正13年）10月1日：至西新井站的電車開始運行。
- 1931年（昭和6年）
  - 5月25日：淺草雷門站（現淺草站）開業，本站更名為業平橋站（なりひらばしえき）[4]。
  - 6月25日：東京市電業平線業平橋 - 淺草站前廢止。東武線東京側總站機能從業平橋站移往淺草雷門站。
- 1990年（平成2年）9月25日：部分電留線改建成可停靠10輛編組的月台（通稱：地面月台），伊勢崎線10輛編組列車改自本站起訖[6]。同時新設往押上站的地下連絡通道[6]。
- 1993年（平成5年）3月25日：廢除本站貨物列車[4]。
- 2003年（平成15年）3月19日：伊勢崎線、帝都高速度交通營團（現東京地下鐵）半藏門線押上站開業，廢止地面月台與至押上站的連絡通道[6]。本站起訖的10輛編組列車改成直通半藏門線、東急田園都市線。
- 2011年（平成23年）
  - 8月11日：改建工程開始。暫時關閉原有剪票口，在曳舟側新設檢票口。
  - 9月29日：新設大型電梯[10]。
- 2012年（平成24年）
  - 3月17日
    - 更名為東京晴空塔站（とうきょうスカイツリーえき）[11]。
    - 改點，上行全部與部分下行特急「鬼怒」停靠本站[10]。快速、區間快速不停。
    - 導入車站編號TS 02。

  - 4月20日：改建工程完成[13]。原來的檢票口重新開放[13]。淺草側的剪票口稱正面口，曳舟側剪票口稱東口[13]。
  - 4月26日：啟用發車音樂。
  - 5月22日：東京晴空塔城開業。
  - 10月27日：本站搭乘10點以後的特急列車至淺草不收特急費用。但是無法進入「華嚴」「鬼怒」個室與搭乘「晴空塔列車」。本項措施原先預定在2013年5月22日結束，之後延長至2014年3月31日。
- 2013年（平成25年）3月16日：改點，快速、區間快速全列車與淺草站10點以後下行特急列車（臨時夜行特急「尾瀨夜行」「SNOWPAL」除外）增停本站。
- 2014年（平成26年）4月1日：本站搭乘10點以後的特急列車至淺草不收特急費用的措施擴大至全時段。但是依然無法進入「華嚴」「鬼怒」個室與搭乘「晴空塔列車」[15]。
- 2016年（平成28年）5月22日：發車音樂變更，1號線為「晴空醬之舞！」，2號線為晴空醬的「主題曲」[16]。
- 2017年（平成29年）4月21日：改點，全特急列車增停本站[17]。本站成為全列車停靠站（臨時夜行特急「尾瀨夜行」「SNOWPAL」除外）。
- 2019年（平成31年）3月23日：配合高架化工程，淺草側月台延伸，變更乘車位置[18]。
- 2024年12月3日，東武鐵道宣布將於2025年3月1日進行晴空塔站下行線的高架切換工程，並於3月2日開始使用[19][20]。

### 站名變遷
本站更變更過三次站名。開業當時的「吾妻橋站」是取自隅田川上的吾妻橋（あづまばし）。
第二代站名「淺草站」則是因為當時是東武鐵道往淺草的玄關口而命名。
第三代站名「業平橋站」則是取自寛文二年架於大橫川上的業平橋。
現在站名則是取自東京晴空塔。「東京」的部分使用平假名的「とうきょう」，是為了與東京站及東京電訊港站區別，也能讓外國人容易分辨。

### 連續立體化與車站移設
本站－曳舟站間（留置線東側）的伊勢崎線第2號平交道被認定為汽車瓶頸平交道與行人瓶頸平交道。為了紓解交通堵塞，2012年1月決定由墨田區擔任事業主體進行線路高架化。2017年7月7日，高架化事業動工。規劃2022年度末（2023年）啟用。
配合連續立體化，本站將往現址東側移動約150公尺，上行月台採單式構造，下行月台採複式構造，合計2面3線。站旁兩條留置線也會一併高架化。事業費約315億日圓，其中東武出資約80億日圓，墨田區負擔約235億日圓。

## 車站構造
本站是位於土堤上、採島式月台1面2線構造之高架車站。。月台與大廳之間設有電梯、電扶梯與階梯。廁所在一樓付費區內，附設多功能廁所。
曳舟站方向有留置線，可進行特急車輛的整備與留置通勤車輛。定期列車沒有本站起訖的班次，但有臨時列車曾以本站為起終點。配合上述站名變更，車站進行翻新工程大幅拓寬車站大廳，增設階梯、剪票口，移設電梯並大型化，新設電扶梯，更新列車資訊顯示器等等。在工程以前。過去位於淺草側的剪票口在2011年8月11日起關閉，改在曳舟側新設剪票口。
工程於同年4月20日完成，原先關閉的淺草側檢票口更名為「正面口」，曳舟側剪票口更名為「東口」。此外更設置利用整修前月台屋頂骨架所組成的膜屋頂，打造自然採光的空間。同時，淺草側站名標也更新為晴空塔特製樣式，下方中央有液晶螢幕式列車資訊顯示器。此外，月台黃色點字磚前還加上紫色與藍色箭頭引導線以便引導不熟悉目的地的乘客移動。
站內照明在翻新工程後全部改用LED式，耗電降低約20%。另外月台屋頂與高架上也新設可儲存約30噸雨水的水槽，可供廁所使用。部分高架也進行綠化。
同時，車站也設置介紹周邊觀光設施的「Station Concierge」。
大廳中央有澄川喜一創作的公共藝術「TO THE SKY」。
車站外側有嵌入壁面的「安全地藏尊」守護車站周邊街道。

### 舊貨場
本站在1955年以前鄰接東武鐵道淺草工場，1960年代以前有蒸汽機車的車輛基地（淺草機關區）。
1995年以前，車站東南方有貨物站，住友大阪水泥栃木工場（利用佐野線葛生站延伸的貨物線）有水泥貨物列車運行至同社業平橋車站。
1990年2月25日至2003年3月18日，為了舒緩北千住站人潮，將部分貨物站改建成有效長度10輛編組的2面3線港灣式月台（3、4、5號線，通稱「地面月台」），以便將部分班次延駛至本站。地面月台的淺草側有條通往現行月台的連絡通道，與曳舟側檢票口之間則有地下通道（附設電扶梯）連通。曳舟側往京成押上線、都營地下鐵淺草線押上站A2出入口方向設有連絡通道。但全部都已在與半藏門線、東急田園都市線直通運轉後廢除。另外，地面月台南側的保線基地一直使用至建設東京晴空塔為止。
舊貨場用地現已改建為東京晴空塔鎮。

### 月台配置
| 月台 | 路線         | 方向 | 目的地                                                         |
| ---- | ------------ | ---- | -------------------------------------------------------------- |
| 1    | 東武晴空塔線 | 上行 | 往淺草                                                         |
| 2    | 東武晴空塔線 | 下行 | 曳舟、北千住、東武動物公園、 伊勢崎線 久喜、 日光線 南栗橋方向 |

- 車站東面設有存車線，供列車暫停服務時停泊。

## 利用狀況
2017年度1日平均上下車人次為17,683人。加上在業務上視為同一站的押上站，1日平均上下車人次為120,785人。
本站與押上站合計時，其使用人次在伊勢崎線車站中僅次於北千住站、新越谷站位居第3位。2006年度起超越起點淺草站，東京晴空塔鎮開業的2012年度增加超過2萬人，是車站開業來首次超越10萬人。
僅計本站人數時，2001年度為12,392人，與半藏門線直通運轉後開始下滑，2006年度僅剩6,774人。在東京晴空塔開始建設的2010年度成長至9,069人，開幕的2012年度達到25,494人。
本站1日平均定期外乘車人次，在東京晴空塔動工的2008年度僅1,429人，2010年度倍增至2,953人。東京晴空塔鎮開幕的2012年度暴增至12,022人，是動工前的八倍。
近年1日平均上下車人次如下表。
| 年度               | 此站 上下車人次 | 押上站 上下車人次 | 半藏門線 直通人次 | 合計    | 來源   |
| ------------------ | --------------- | ----------------- | ----------------- | ------- | ------ |
| 1998年（平成10年） | 13,672          |                   |                   | 13,672  |        |
| 1999年（平成11年） | 13,110          |                   |                   | 13,110  |        |
| 2000年（平成12年） | 12,907          |                   |                   | 12,907  |        |
| 2001年（平成13年） | 12,392          |                   |                   | 12,392  | [ 34 ] |
| 2002年（平成14年） |                 |                   |                   | 42,475  | [ 35 ] |
| 2003年（平成15年） | 7,703           | 11,115            | 26,645            | 45,463  | [ 36 ] |
| 2004年（平成16年） | 7,189           | 13,283            | 32,535            | 53,007  | [ 37 ] |
| 2005年（平成17年） | 6,935           | 14,250            | 33,929            | 55,114  | [ 38 ] |
| 2006年（平成18年） | 6,774           | 16,808            | 40,398            | 63,980  | [ 39 ] |
| 2007年（平成19年） | 6,902           | 19,072            | 45,169            | 71,143  | [ 40 ] |
| 2008年（平成20年） | 6,896           | 17,134            | 54,480            | 78,510  | [ 41 ] |
| 2009年（平成21年） | 6,988           | 17,373            | 56,317            | 80,678  | [ 42 ] |
| 2010年（平成22年） | 9,069           | 17,894            | 58,159            | 85,122  | [ 43 ] |
| 2011年（平成23年） | 8,719           | 16,453            | 56,470            | 81,642  | [ 44 ] |
| 2012年（平成24年） | 25,494          | 20,538            | 59,167            | 105,199 | [ 45 ] |
| 2013年（平成25年） |                 |                   |                   | 106,572 | [ 46 ] |
| 2014年（平成26年） |                 |                   |                   | 107,663 | [ 47 ] |
| 2015年（平成27年） | 18,658          | 92,819            | 92,819            | 111,477 |        |
| 2016年（平成28年） | 18,203          | 98,110            | 98,110            | 116,313 |        |
| 2017年（平成29年） | 17,683          | 103,102           | 103,102           | 120,785 |        |

各年度1日平均上車人次如下表。
- 2002年度以後加入押上站的上車人次。

| 年度               | 東武鐵道 | 來源   |
| ------------------ | -------- | ------ |
| 1990年（平成02年） | 5,625    | [ 48 ] |
| 1991年（平成03年） | 6,014    | [ 49 ] |
| 1992年（平成04年） | 6,290    | [ 50 ] |
| 1993年（平成05年） | 6,523    | [ 51 ] |
| 1994年（平成06年） | 6,627    | [ 52 ] |
| 1995年（平成07年） | 6,896    | [ 53 ] |
| 1996年（平成08年） | 6,737    | [ 54 ] |
| 1997年（平成09年） | 6,896    | [ 55 ] |
| 1998年（平成10年） | 6,562    | [ 56 ] |
| 1999年（平成11年） | 6,295    | [ 57 ] |
| 2000年（平成12年） | 6,173    | [ 58 ] |
| 2001年（平成13年） | 6,011    | [ 59 ] |
| 2002年（平成14年） | 6,156    | [ 60 ] |
| 2003年（平成15年） | 21,213   | [ 61 ] |
| 2004年（平成16年） | 25,005   | [ 62 ] |
| 2005年（平成17年） | 26,088   | [ 63 ] |
| 2006年（平成18年） | 30,638   | [ 64 ] |
| 2007年（平成19年） | 34,467   | [ 65 ] |
| 2008年（平成20年） | 38,433   | [ 66 ] |
| 2009年（平成21年） | 39,641   | [ 67 ] |
| 2010年（平成22年） | 42,416   | [ 68 ] |
| 2011年（平成23年） | 40,842   | [ 69 ] |

貨物輸送廢止以前的貨物處理量推移如下表。
| 年度               | 發送噸位 | 接收噸位 | 來源   |
| ------------------ | -------- | -------- | ------ |
| 1990年（平成02年） | 11,236   | 233,338  | [ 70 ] |
| 1991年（平成03年） | 8,888    | 171,816  | [ 71 ] |
| 1992年（平成04年） | 5,728    | 64,316   | [ 72 ] |
| 1993年（平成05年） |          | 400      | [ 73 ] |

## 車站周邊
- 東京晴空塔城
  - 東京晴空塔
  - 東京晴空鎮（日语：東京ソラマチ）
  - 千葉工業大學東京晴空塔城校舍
- 東武鐵道本社
- 京成電鐵舊本社
- 押上（晴空塔前）站 - 業務上與本站視為同一站。
- 本所吾妻橋站（都營地下鐵淺草線）
- 隅田公園
- 東京都立本所高等學校（日语：東京都立本所高等学校）

### 巴士
最近的巴士站是站前的東京晴空塔站前、東京晴空塔站、越過東武橋的淺草通東京晴空塔站入口（業平橋）。以下路線由東京都交通局（都營巴士）、墨田區內循環巴士（京成巴士）運行。東武橋旁有日之丸自動車興業的SKY HOP BUS乘車處、資訊處。
東京晴空塔站
1號乘車處
- 業10：經菊川站、木場站、豐洲站、銀座四丁目往新橋
- 業10出入：經菊川站、木場站、豐洲站、東雲橋（日语：東雲橋 (江東区)）交差點往深川車庫（日语：都営バス深川営業所）

2號乘車處
- 錦40：經墨田區曳舟文化中心、白髭橋（日语：白髭橋）、花水木通中央往南千住站東口

- 上26：經奧淺草、谷中、根津站往上野公園
- 業10：下車專用

3號乘車處
- 錦40：經押上往錦糸町站
- 上26：經押上、龜戶天神往龜戶站

『墨丸君』乘車處（東京晴空塔站）
- 墨田區內循環巴士『墨田百景 墨丸君』西北部路線：押上站、鐘淵站方向循環

東京晴空塔站入口（業平橋）
5號乘車處
- 上23系統：經十間橋往平井站
- 都08系統：經押上往錦糸町站
- 門33系統：經柳島（日语：柳島）往龜戶站
- S-1系統（定期觀光路線巴士『東京→夢之下町』）：經押上往錦糸町站

6號乘車處
- 上23：經墨田區役所（日语：墨田区役所）、淺草雷門往上野松坂屋（上野廣小路）
- 都08：經東武淺草站、奧淺草、龍泉往日暮里站
- 門33：經都營兩國站、森下站、門前仲町、月島站往豐海水產埠頭
- S-1（定期觀光路線巴士『東京→夢之下町』）：經墨田區役所、淺草雷門往上野松坂屋（上野廣小路）／經墨田區役所、淺草雷門、上野松坂屋、神田站往東京站丸之內北口（往東京站丸之內北口僅周六假日）

東京晴空塔站前
- SKY HOP BUS（紅線）（日之丸自動車興業（日语：日の丸自動車興業））
- SKY DUCK<水陸兩用巴士>（東京晴空塔線）（日之丸自動車興業）
- Pandabus（淺草線）：東武淺草站、淺草見番、ROX前、雷門方向（特定日運行）

另外也可利用東京晴空塔城內的巴士站。
在更名為東京晴空塔站前，「東京晴空塔站前」名為「業平橋站前」，「東京晴空塔站入口」名為「業平橋」。

## 其他
- 導覽資訊上的本站英語站名為全大寫的「TOKYO SKYTREE」（同東武世界廣場站）。
- 東武鐵道在計算本站票價時，視為與押上站屬同一站。因此可使用東武本線（日语：東武本線）各站至押上的定期券或回數券，以及經押上站至東京地下鐵、都營地下鐵、京成電鐵的連絡定期券出入本站。但在地面月台廢除與關閉押上站連絡通道後，從本站往押上站須先行出站再穿過東京晴空塔城前往。
- 由於本站與押上站在業務上為同一站，票價表未列出至押上的票價。
- 在PASMO、Suica的搭乘履歷中，本站站名為"SKYTREE"。

## 圖片

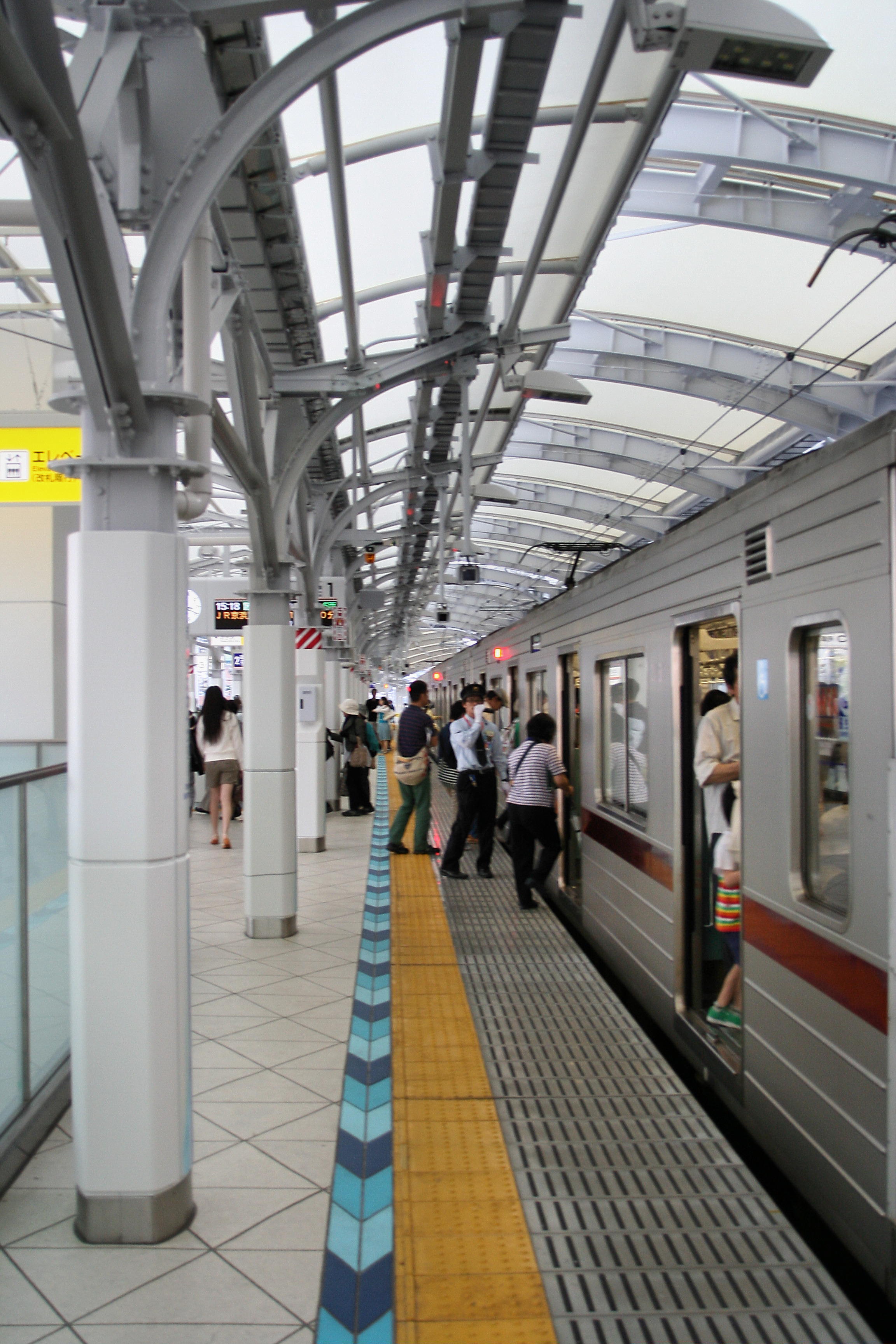
淺草方向（2012年5月6日）
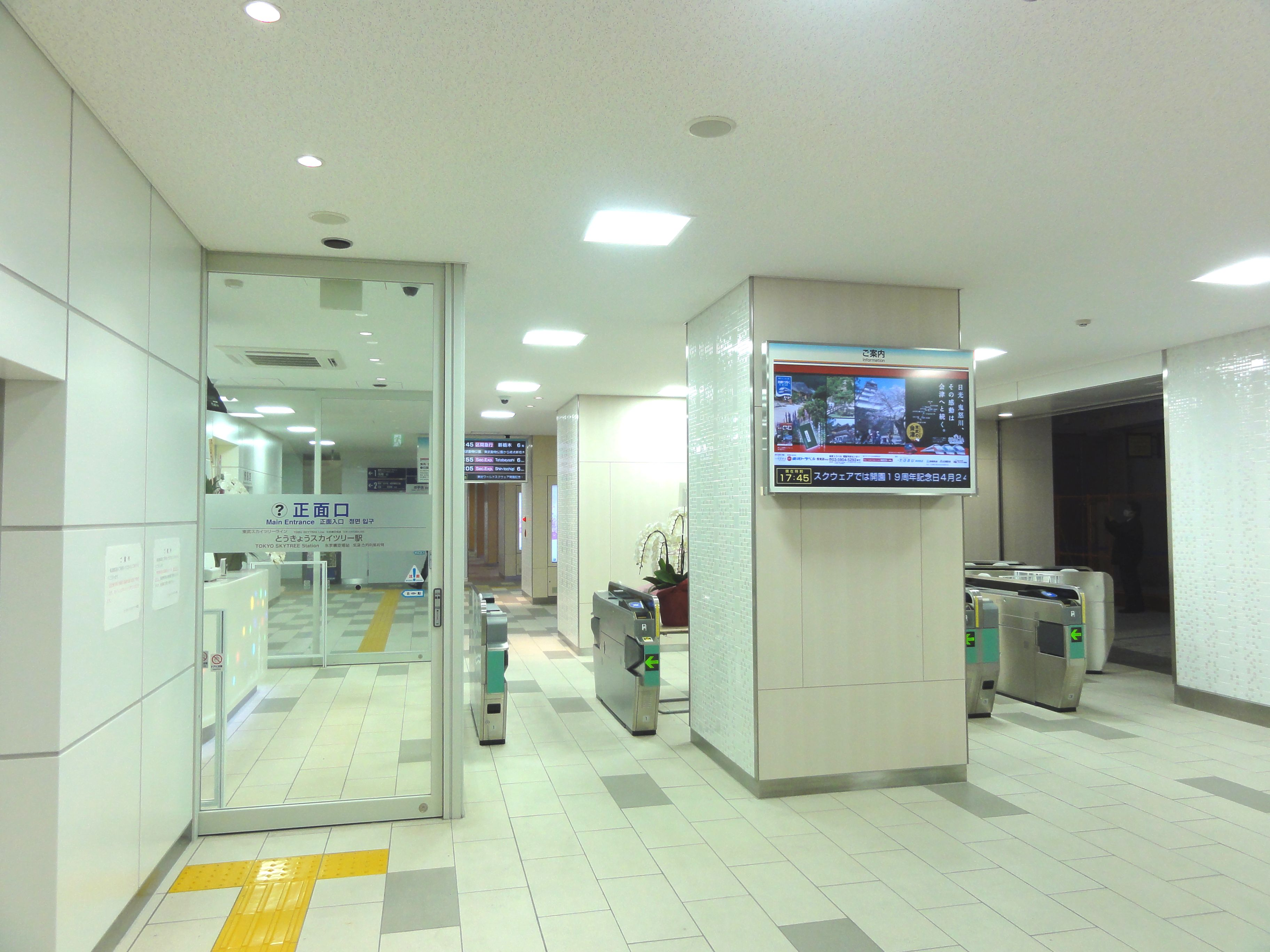
正面口剪票口（2012年4月20日）
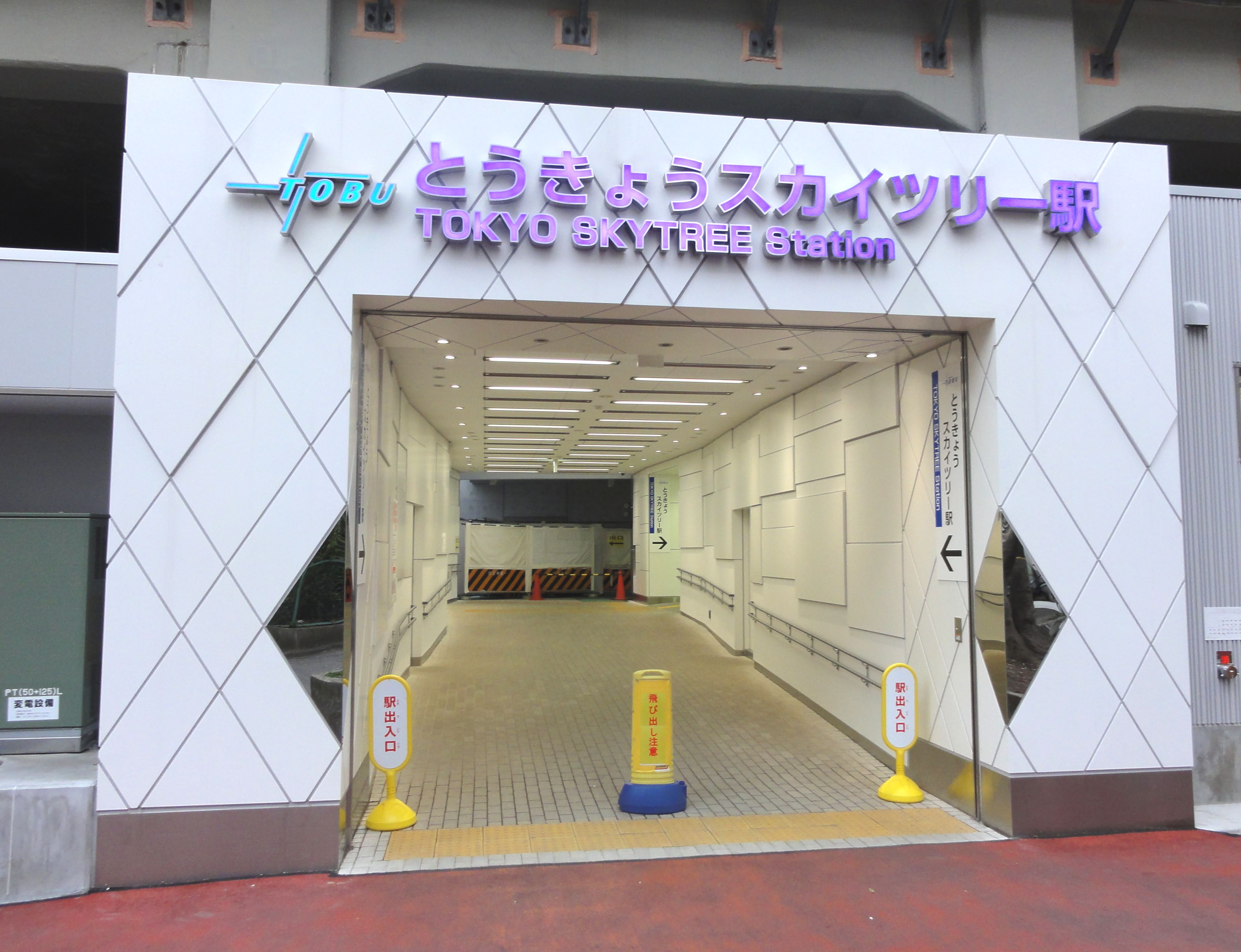
東口（2012年4月20日）
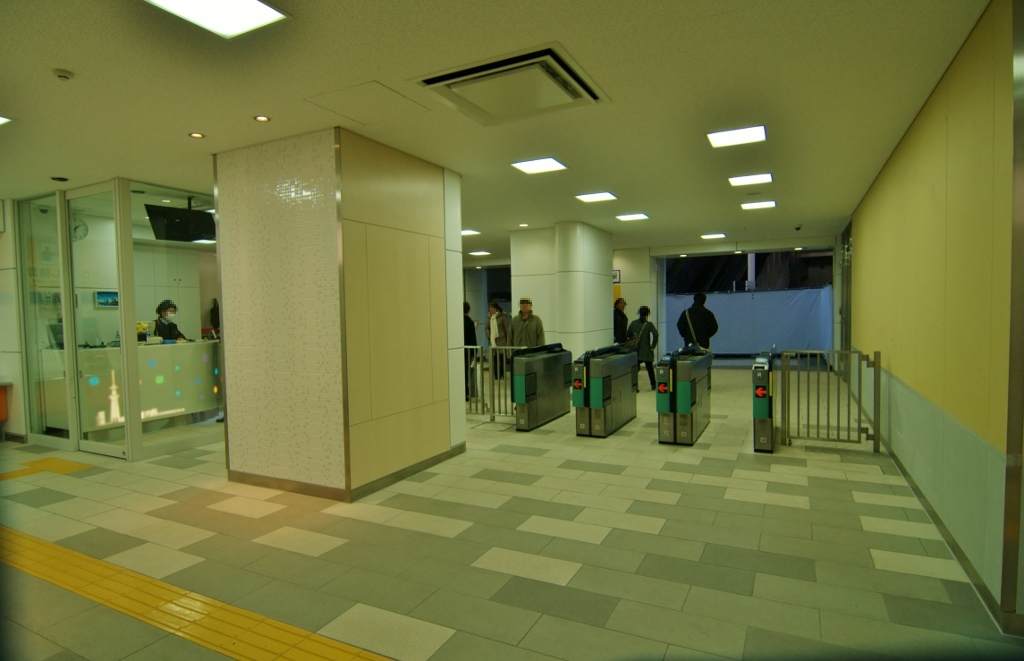
東口剪票口（2012年2月12日）
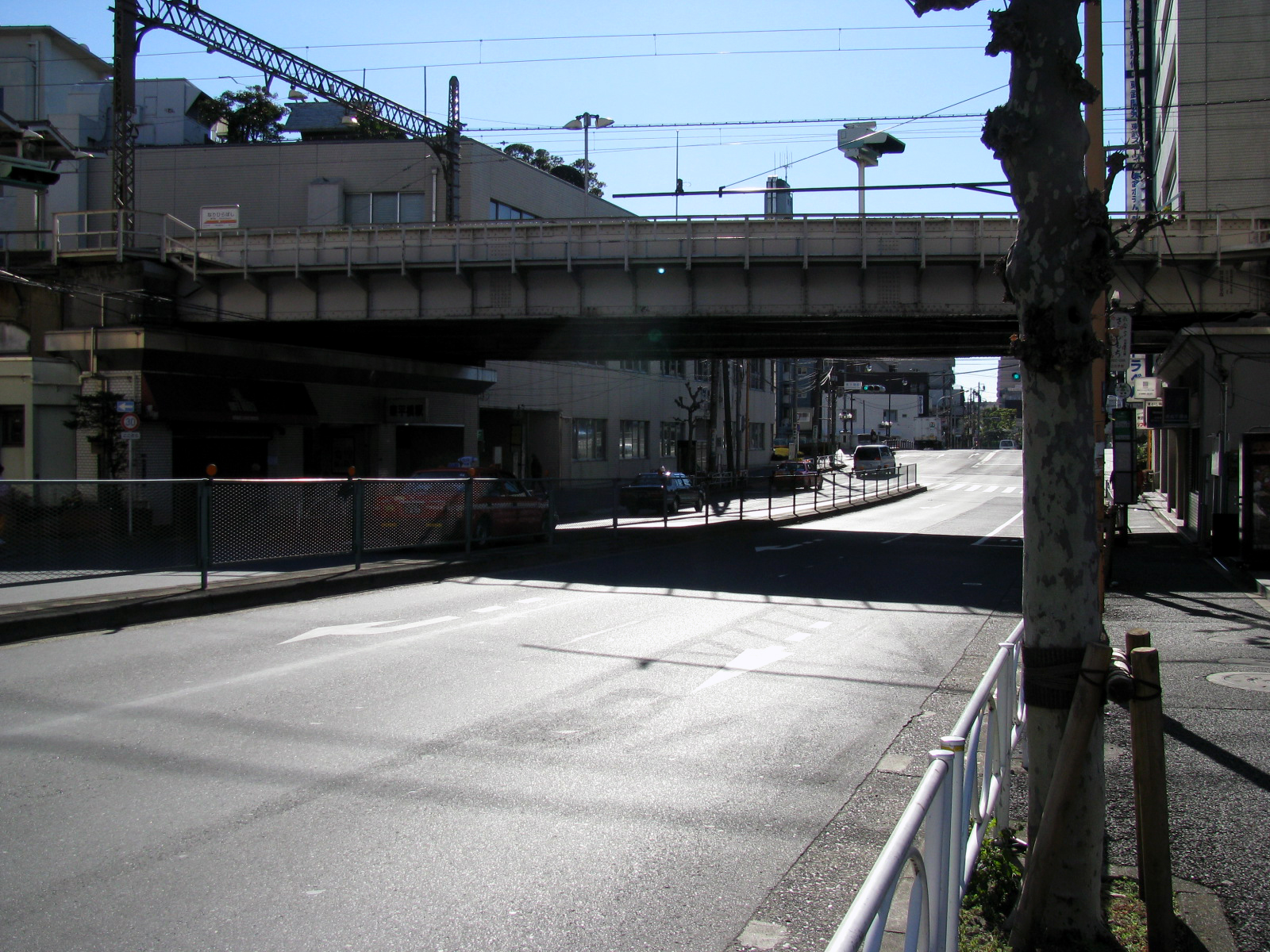
業平橋站時代的出入口周邊（2008年1月1日）
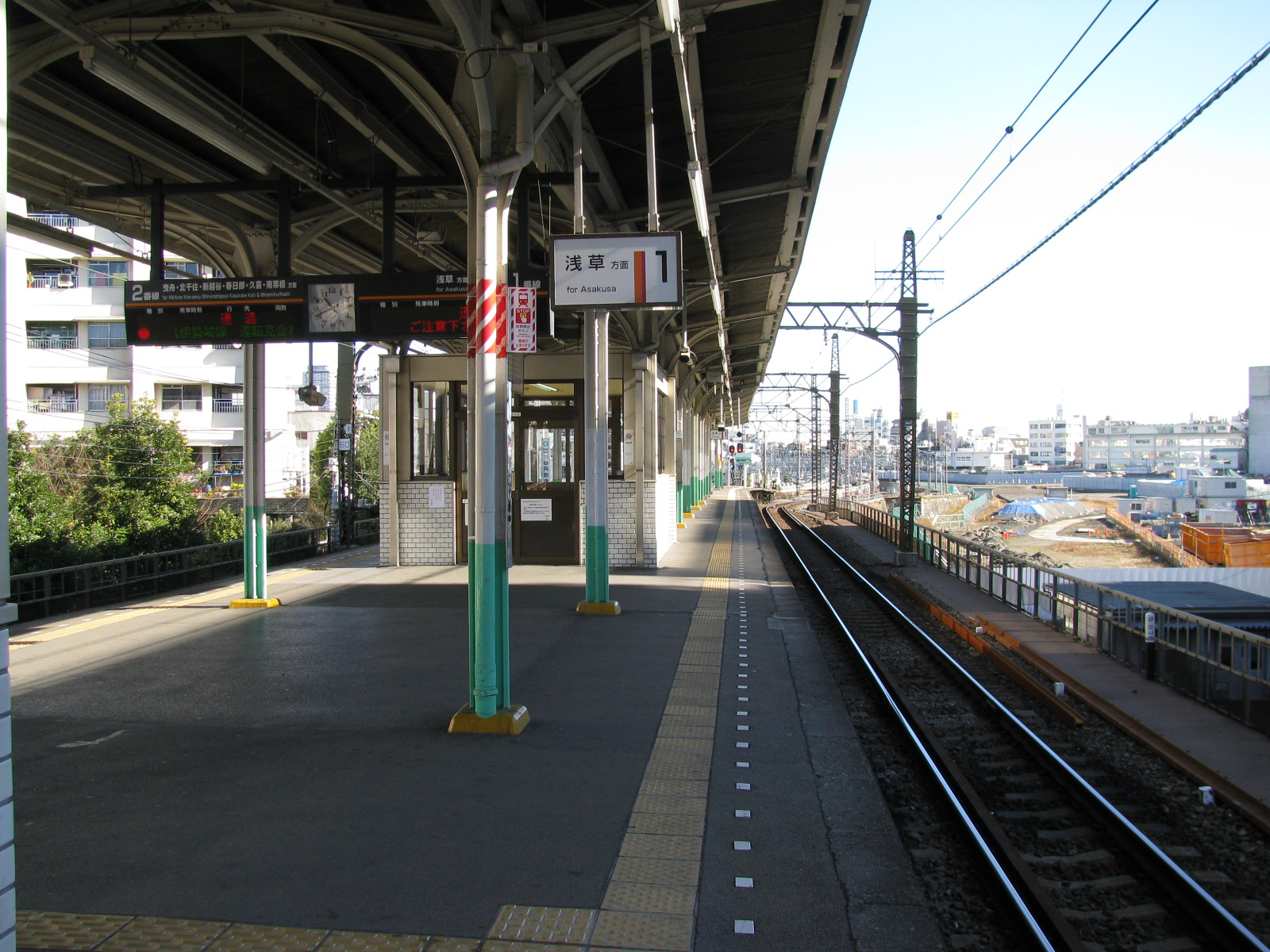
業平橋站時代的月台。右後方是舊貨物場（之後的地面月台）。當時正在建設東京晴空塔（2008年1月1日）。
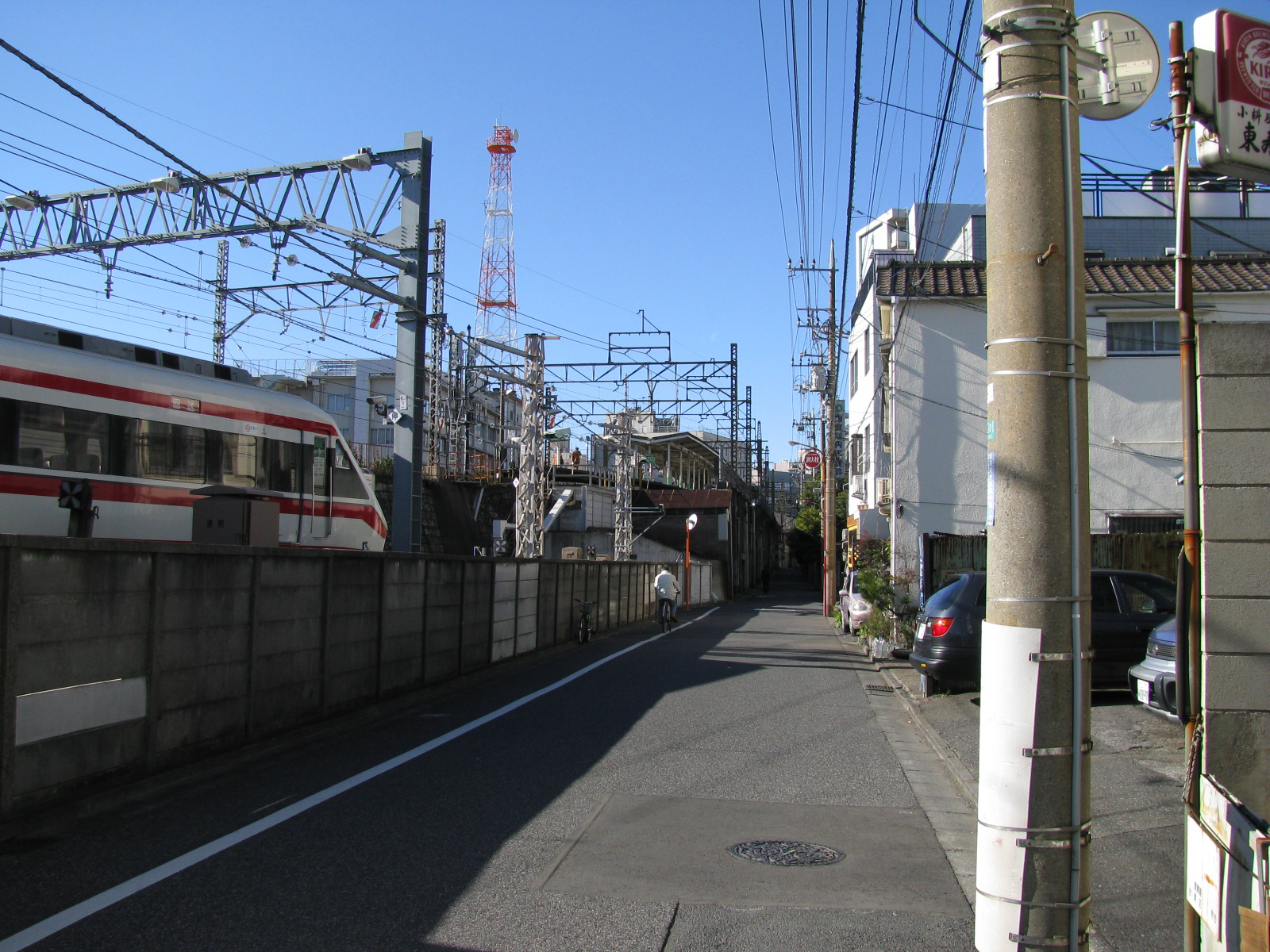
後方是當時的業平橋站。左前方為留置線（2008年1月1日）。
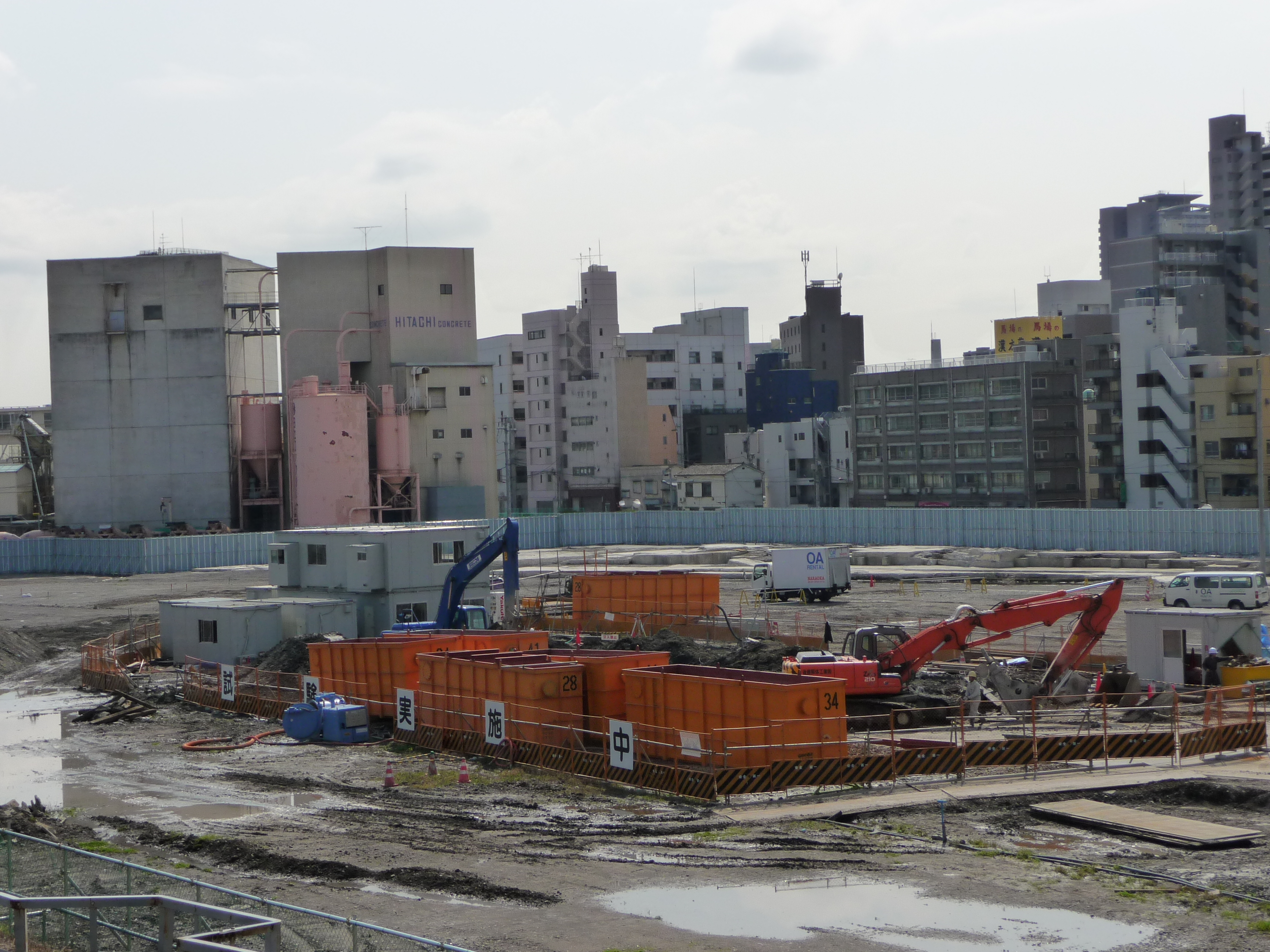
貨物場舊址（2008年4月12日）
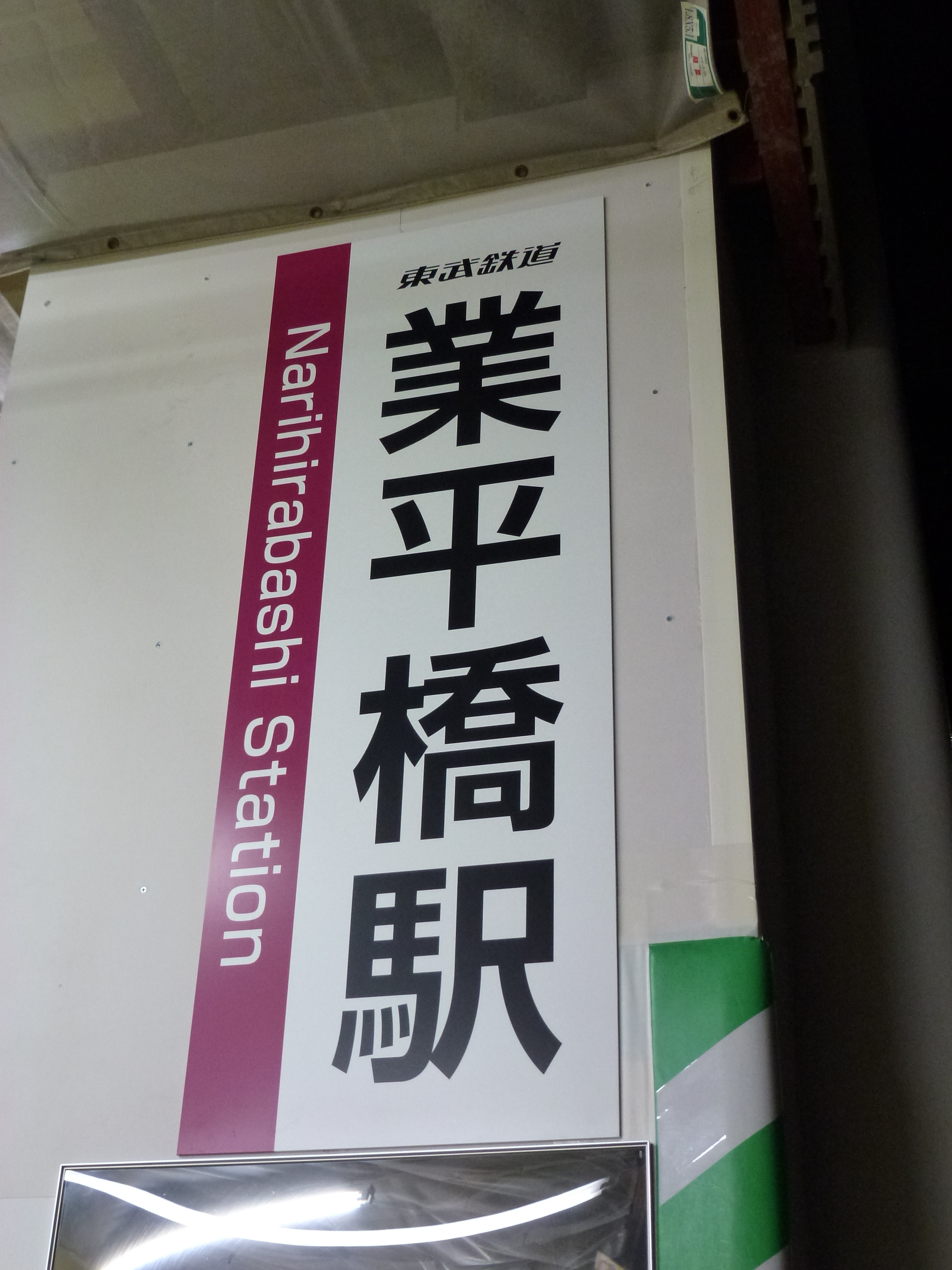
整修工程中的付費區外站名標（2011年9月3日）
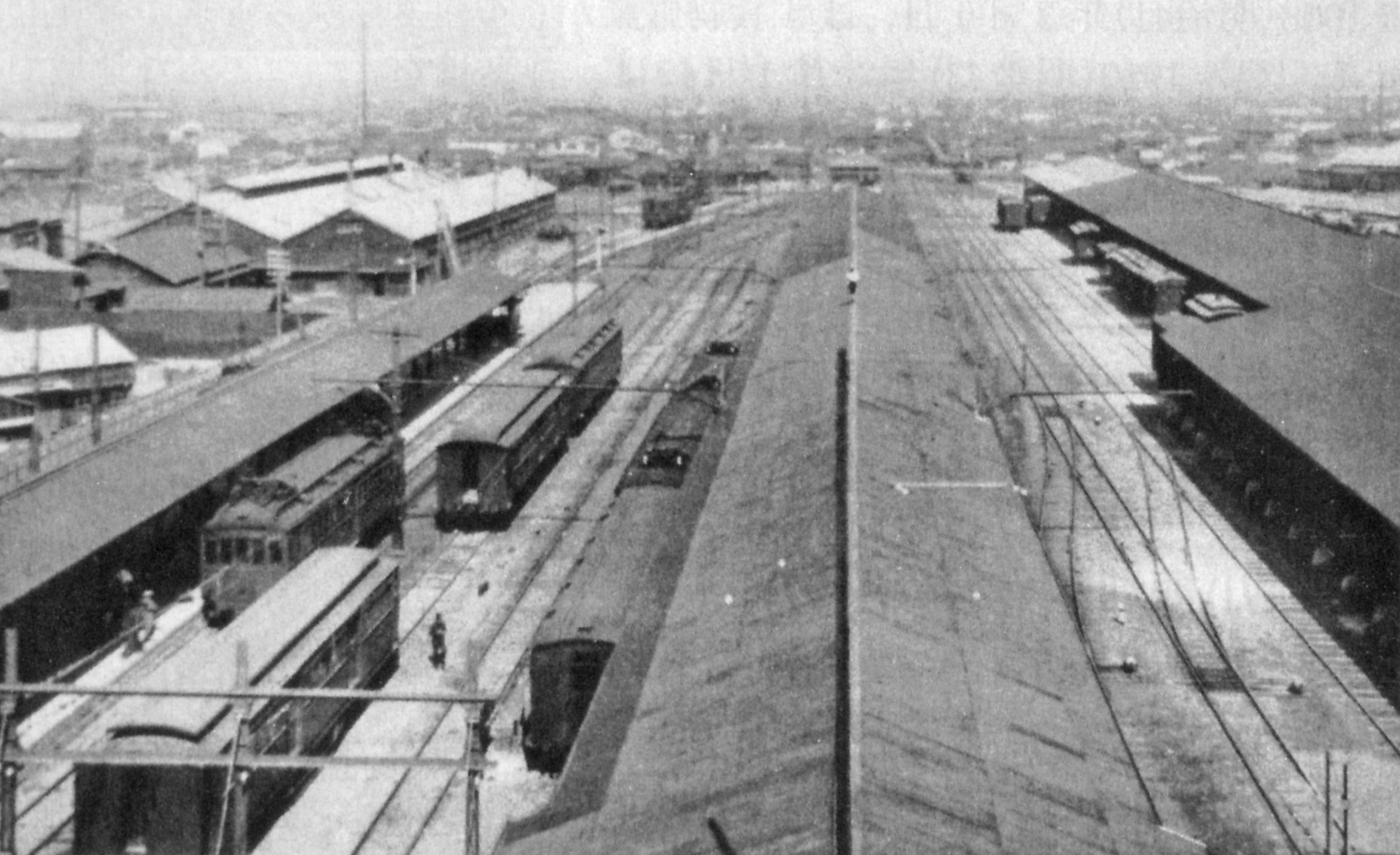
1927年淺草站時代的站內
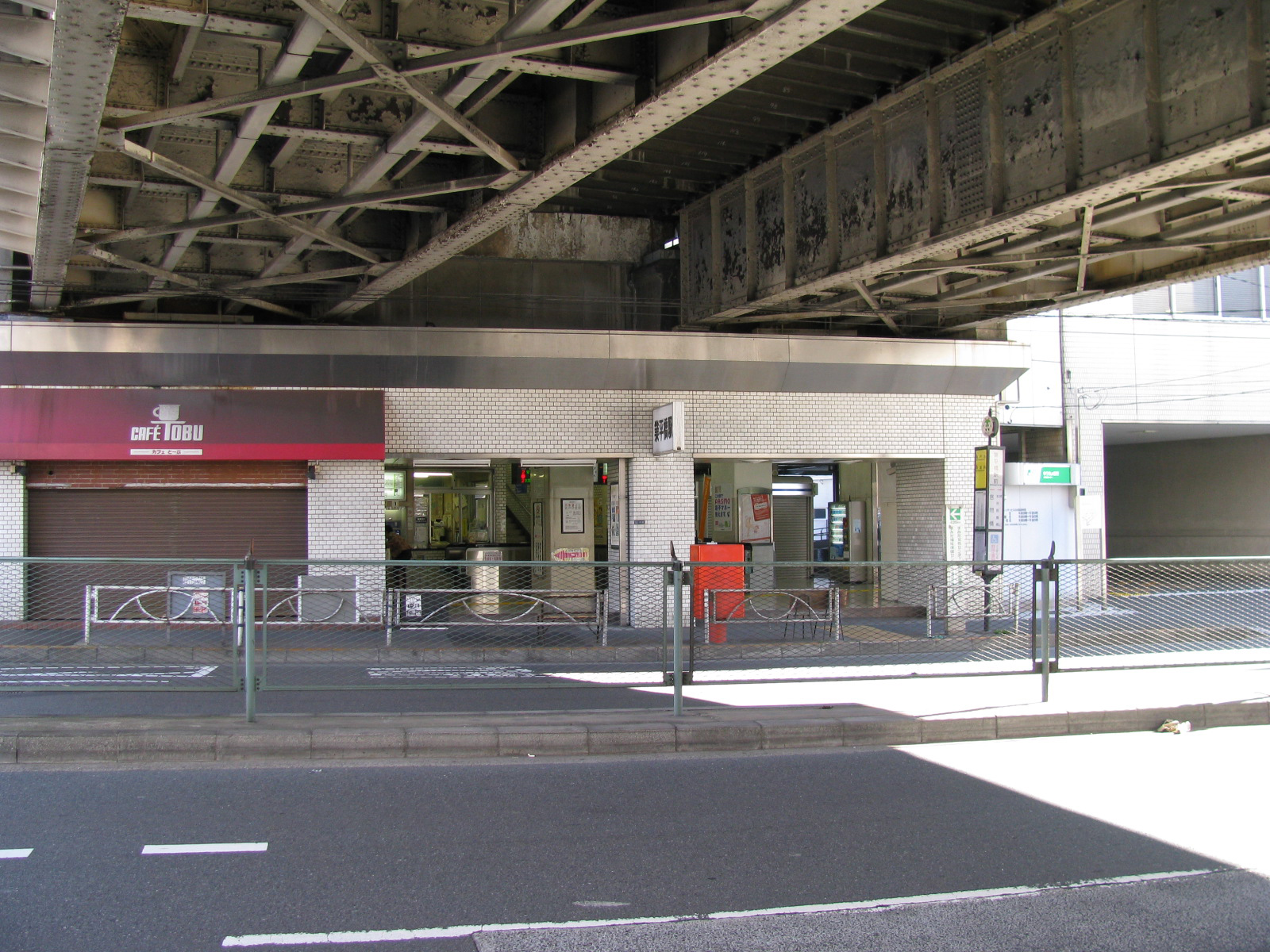
2008年的車站出入口
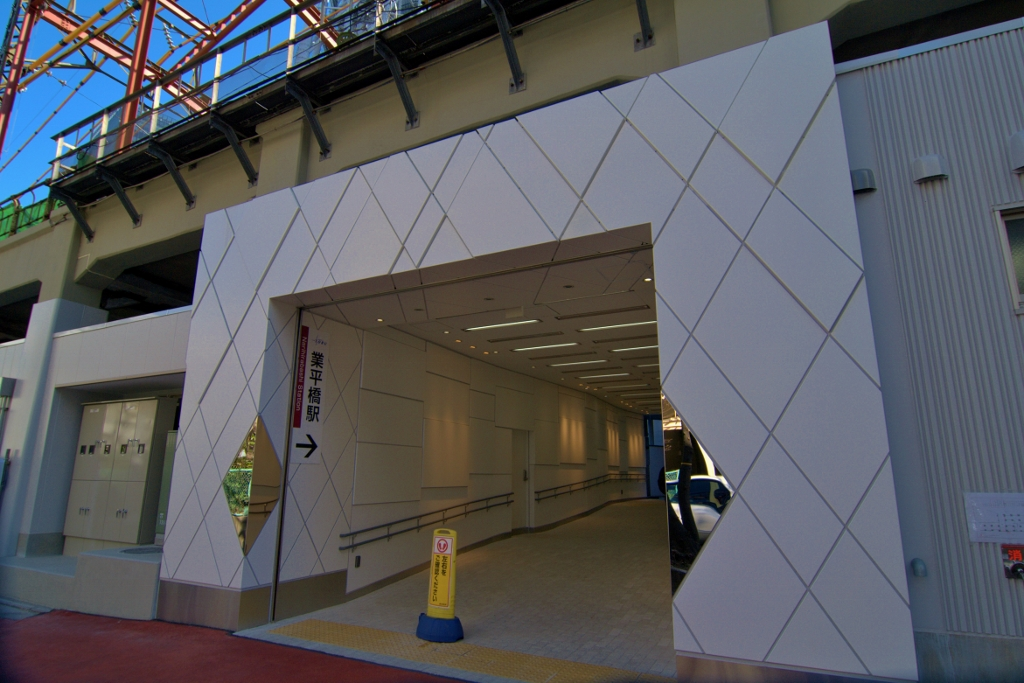
站名更名前的出入口附近（2012年2月12日）

## 相鄰車站
東武鐵道
 東武晴空塔線
- ■特急「華嚴」「鬼怒」、■「兩毛」、■特急「Revaty華嚴」「Revaty鬼怒」「Revaty會津」「Revaty兩毛」、■特急「下野」「霧降」、■特急「Skytree Liner」「Urban Park Liner」停車站

■區間急行、■區間準急、■普通
淺草（TS 01）－東京晴空塔（TS 02）－曳舟（TS 04）
1931年至1943年間，淺草車站與本車站間設有隅田公園車站。1931年至1949年間，本站與曳舟之間設有請地車站。

## 延伸閱讀
- 『週刊 私鉄全駅・全車両基地 7号 東武鉄道1』 朝日新聞出版 2014年2月2日号 pp.9・20・34 - 35

## 外部連結
- 東京晴空塔（車站資訊） - 東武鐵道